# Douville
Douville település Franciaországban, Dordogne megyében. Lakosainak száma 456 fő (2022. január 1.). Douville Bourrou, Villamblard, Montagnac-la-Crempse, Saint-Martin-des-Combes, Beauregard-et-Bassac, Saint-Mayme-de-Péreyrol, Grun-Bordas és Campsegret községekkel határos.

## Népesség
A település népességének változása:
| Lakosok száma | 351  | 352  | 402  | 427  | 452  | 452  | 451  | 465  | 462  | 456  |
|               | 1968 | 1982 | 1990 | 2006 | 2013 | 2015 | 2017 | 2019 | 2020 | 2022 |